# Julia Mierzyńska
Julia Mierzyńska, född 1801, död 1831, var en polsk ballerina. 
Hon var engagerad vid baletten vid Nationalteatern i Warszawa, 1815–1826. Hon tillhörde sin samtids mera uppmärksammade artister.